# Amalia Iglesias
Amalia Iglesias Serna (Menaza, provincia de Palencia; 1962) es una filóloga, poetisa y periodista cultural española.

## Datos biográficos
Amalia Iglesias Serna nació en Menaza, pedanía de Aguilar de Campoo, al norte de la provincia de Palencia, donde a los 10 años ya ganó un concurso de poesía en la escuela de Menaza. En los años sesenta se mudó con su familia a Bilbao, donde se licenció en Filología Hispánica por la Universidad de Deusto, y donde se inició en la poesía. Sus comienzos bilbaínos dentro del grupo Poetas para el Pueblo, editores de la revista Zurgai, le llevaron a la publicación de su primer poema. Vivió unos años en Madrid y después en Salamanca. Es una gran conocedora de la obra de María Zambrano.
Su primer libro, Un lugar para el fuego, recibió el Premio Adonais en 1984. Esta obra gira en torno al fuego como llama amorosa. Su segunda obra, Memorial de Amauta (1988), está impregnada de tintes surrealistas. Escribe un tercer poemario, Dados y dudas (1996) y en 2003 publica Antes de nada, después de todo, que agrupa toda su obra poética anterior. En este mismo año, publica Intravenus, conjuntamente con Dolores Velasco. Y en 2005 Lázaro se sacude las ortigas, quizás el más complejo de sus libros. En noviembre de 2024 publica Tampoco yo soy un robot, un libro de poemas de extraordinaria modernidad que, pocos meses después, ganó el Premio de la Crítica de Castilla y León de 2024, ex aequo con el novelista vallisoletano Rubén Abella.
Es también editora del libro de María Zambrano: Algunos lugares de la pintura (Espasa Calpe). Codirigió, junto a César Antonio Molina, la revista de poesía La alegría de los naufragios (Huerga & Fierro), y coordinó la página de poesía Contemporáneos, del suplemento cultural de ABC, así como la Revista de Libros, de la Fundación Caja Madrid. Con anterioridad trabajó como coordinadora del suplemento Culturas de Diario 16. 
En los últimos años ha colaborado como crítica literaria en diversos medios de comunicación: El Correo Español, El Pueblo Vasco, ABC, COPE, Artículo 20, etc. Ha publicado sus poemas en revistas como Sibila, Sileno, Zurgai, Mirlo...
En 2007 fue nombrada Presidenta Ejecutiva de la Comisión Nacional para la Conmemoración del Centenario de Machado en Soria
Ha sido incluida en diversas antologías como Las diosas blancas, Ellas tienen la palabra (Hiperión), Poetas de los ochenta (Mestral), Antología de la poesía española 1977-1995 (Castalia), Canción de canciones (Muchnik), Ab Ipso Ferro. Congreso Internacional de Poesía Fray Luis de León. Diputación de Salamanca, 2018, etc.

## Obra

### Poesía
- Un lugar para el fuego, 1984
- Memorial de Amauta, 1988
- Mar en sombra, 1989
- Dados y dudas, 1996
- Antes de nada, después de todo, 2003 (recopilación de la obra anterior)
- Segunda espirelia poética, 2004
- Lázaro se sacude las ortigas, 2005
- Poemas sin más, 2007
- Poetas a orillas de Machado, 2010
- La sed del río
- Tótem espantapájaros
- Tampoco yo soy un robot, Vaso Roto. Ganador del Premio de la Crítica de Castilla y León (2025)[2]

### En coautoría
- Intravenus, 2003 (en coautoría con Dolores Velasco)
- Antonio Gamoneda: escritura y alquimia (documental), 2009 (guion en coautoría con Julia Piera)

### Ediciones
- Algunos lugares de la pintura, María Zambrano.
- Poetas en blanco y negro, 2007.

## Premios
- Premio Adonais de Poesía 1984 por Un lugar para el fuego
- Premio Alonso de Ercilla del Gobierno Vasco 1995 por Memorial de Amauta
- Accésit del Jaime Gil de Biedma 1996 por Dados y dudas
- Premio Francisco Quevedo de Poesía 2006
- Medalla de Oro Don Luis de Góngora de la Real Academia de Poesía de Córdoba (España) 2004
- Premio Villa de Madrid Francisco de Quevedo 2006 por Lázaro se sacude las ortigas
- Premio Ciudad de Salamanca de Poesía 2016 por La sed del río
- Premio (ex aequo con Rubén Abella) de la Crítica Castilla y León de 2024 por Tampoco yo soy un robot.